# Baron Heneage
Baron Heneage, of Hainton in the County of Lincoln, war ein erblicher britischer Adelstitel in der Peerage of the United Kingdom.
Der Titel wurde am 8. Juni 1896 für den liberal-unionistischen Politiker Edward Heneage geschaffen.
Beim Tod seines kinderlosen jüngsten Sohnes, des 3. Barons, erlosch der Titel am 19. Februar 1967.

## Liste der Barons Heneage (1896)
- Edward Heneage, 1. Baron Heneage (1840–1922)
- George Heneage, 2. Baron Heneage (1866–1954)
- Rev. Thomas Heneage, 3. Baron Heneage (1877–1967)